# Adrian Diaconu
Adrian Diaconu est un boxeur roumain né le 9 juin 1978 à Ploiești (Prahova).
Surnommé The Shark, il réside à Montréal où il combat et s'entraîne dans la catégorie des mi-lourds.

## Carrière de boxe
En tant que boxeur roumain, Adrian Diaconu a gagné 14 médailles sur 15 lors de ses participations à des tournois olympiques. Sa carrière amateur a culminé aux Championnats mondiaux de 1999 où il a empoché la médaille d'argent et, ensuite, aux Jeux olympiques de Sydney en 2000 sous l'entraînement de Francisc Vastag. Déjà en 1998, Diaconu a été acquis par le groupe Interbox et l'entraîneur Pierre Bouchard aux côtés de Leonard Dorin, un roumain lui aussi.
Après sa carrière amateur où sa fiche de 245 combats s'est soldée par un score de 218 victoires et 27 défaites, Diaconu a sauté dans le ring pour la première fois en boxe professionnelle en mars 2001 faisant face à Mark Newton qu'il a vaincu par KO technique au premier assaut.
En juin 2005, son premier combat pour le titre Canadien des mi-lourds se solde au 5e assaut en un KO face à Conal MacPhee. Face à Darrin Humphrey (21-4 à ce moment-là), Diaconu a obtenu la ceinture de la WBC internationale pour les mi-lourds lorsqu'il a envoyé son adversaire au tapis au 11e assaut dans un KO technique. Cette victoire en décembre 2005 a été suivie par une victoire face à Max Heyman emportant, par le fait même, les titres combinés vacant de la NABA des mi-lourds et TAB (Trans American Boxing) des mi-lourds.
Diaconu a délaissé ses titres Canadiens pour affronter Rico Hoye dans un combat éliminatoire pour le titre de la WBC des mi-lourds. Le combat a été retransmis dans le programme de l'émission "Wednesday Night Fights" de ESPN le 9 mai 2007, un combat reporté qui aurait dû se tenir le 23 mars de cette année-là. Grâce à ses coups foudroyants, Diaconu a dominé Hoye (21-1 à ce moment-là) dans un combat unilatéral qui s'est terminé au 3e assaut sur un KO technique. À la suite de ce combat, il est devenu l'aspirant obligatoire (numéro 1) du titre de champion mondial de la WBC détenu par Chad Dawson.
Le combat suivant le voit opposé au Texan Chris Henry avec un fiche alors de 21-0-0 avec 17 KO (maintenant 23-1-0 18 KO) détenant aussi le titre de NABA et NABF. Le combat s'est tenu à Bucarest, en Roumanie le 19 avril 2008. Le "Shark" a vaincu difficilement le boxeur américain par décision unanime de 116-113, 115-113 et 115-113. Diaconu est devenu le champion du monde intérimaire de la WBC chez les mi-lourds.
Le 7 juillet 2008, il est devenu champion du monde de la WBC des mi-lourds alors que le détenteur du titre, Chad Dawson, a laissé vacante sa ceinture. Adrian remet sa ceinture en jeu le 19 juin 2009 face à Jean Pascal mais s'incline aux points à l'unanimité des juges. Le 11 décembre 2009, il affronte à nouveau Pascal au Centre Bell de Montréal mais le verdict est le même.
Le dernier combat de Diaconu remonte au 21 mai 2011 contre Chad Dawson durant lequel Dawson a battu Diaconu en 12 rondes par décision unanime des juges.
Adrian Diaconu annonce sa retraite du monde de la boxe arguant du manque de soutien du groupe Interbox pour lui dénicher des combats d'envergure. Jean Pascal et Chad Dawson sont les seuls à lui avoir fait connaître la défaite durant sa carrière.